# Saadiyat

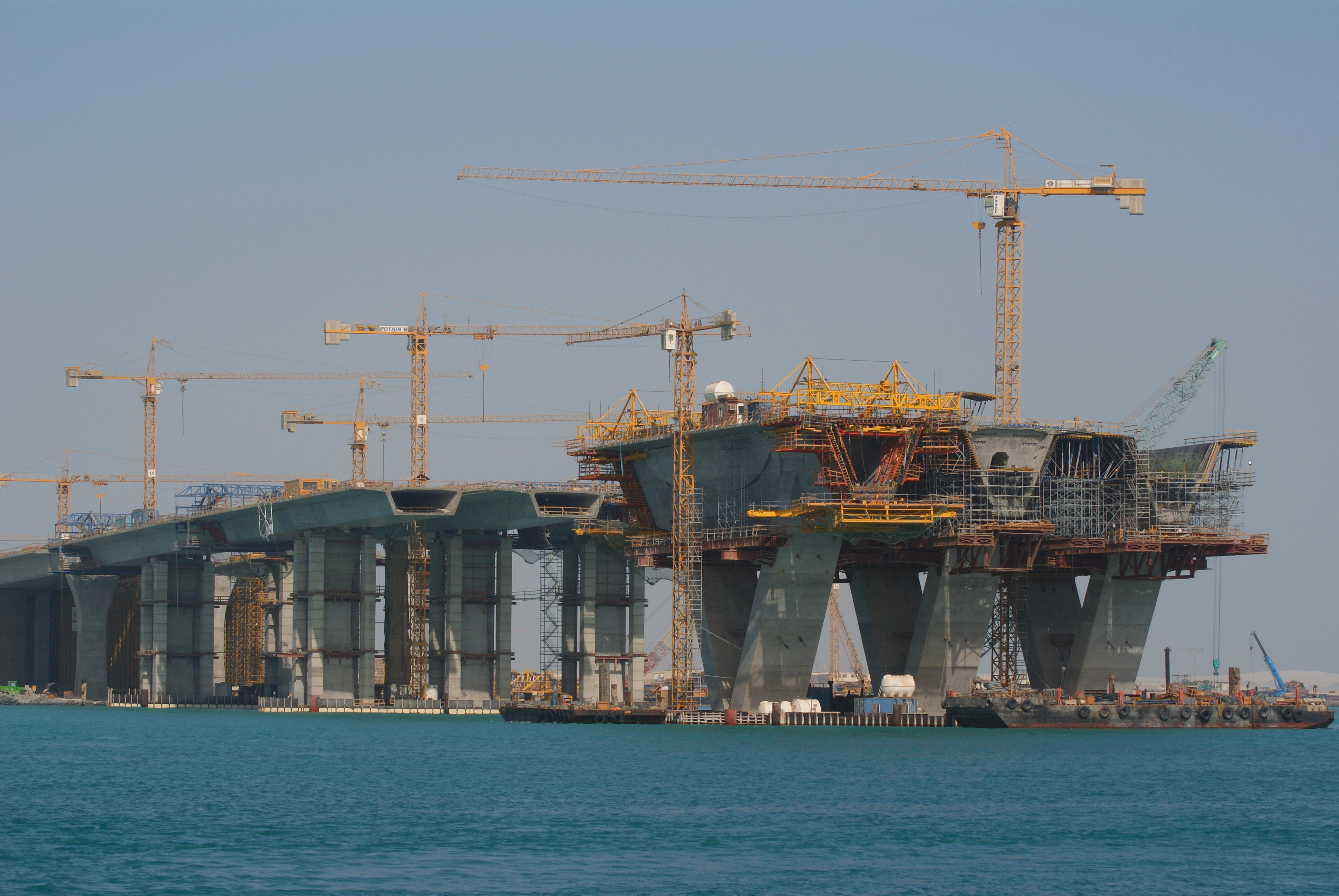
Bau der Brücke auf die Insel Saadiyat, Oktober 2008

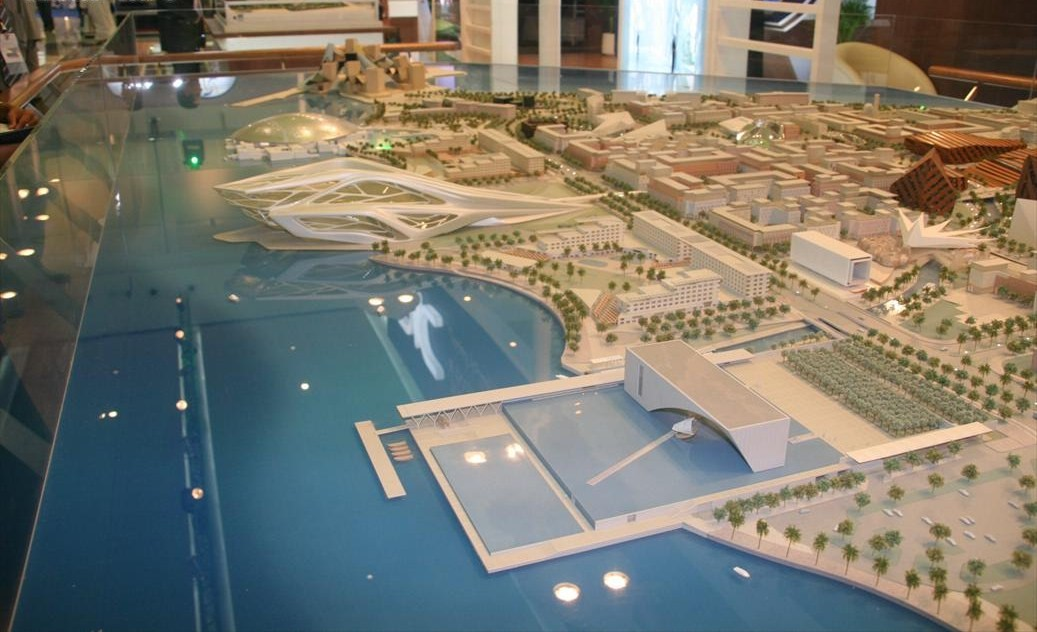
Maßstabgetreues Modell der Insel Saadiyat, Mai 2007

Die Insel Saʿadiyat (arabisch جزيرة سعديات, DMG Ǧazīrat Saʿdīyāt ‚Insel des Glücks‘) liegt etwa 500 Meter östlich des Hafens von Abu Dhabi.
Bei der rund 26,32 km² großen Insel handelt es sich nicht wie bei den Palmeninseln in Dubai um eine gänzlich künstlich aufgeschüttete Insel, sondern um einen natürlichen Sandkern in der Mangrovenzone, der durch ergänzende Aufschüttungen befestigt und vergrößert wurde. Die Insel dient dazu, die bereits knapp gewordenen Bau- und Strandflächen der Stadt Abu Dhabi zu erweitern. Von der Tourism Development & Investment Company werden auf Saadiyat bis zum Jahr 2018[veraltet] in relativ aufgelockerter Bauweise etwa 29 Hotels mit über 7000 Zimmern, 8000 Villen und 38.000 Apartments sowie zahlreiche Tourismus-, Freizeit- und Versorgungseinrichtungen errichtet. Allein die Marina für Freizeitboote wird mit 1000 Liegeplätzen ausgestattet.

## Kulturbezirk
Die Hauptattraktionen auf der Insel soll ein Kulturbezirk mit weltweitem Anspruch sein. Dazu werden folgende Einzelprojekte genannt:
- Der Louvre Abu Dhabi, geplant von Jean Nouvel, ist ein Museum der klassischen Bildenden Kunst. Es wurde im November 2017 eröffnet.[2][3]
- Das Guggenheim Abu Dhabi, geplant von Frank Gehry, sollte 2017 eröffnet werden (moderne Bildende Kunst), geriet jedoch ins Stocken.[4] Das Projekt hatte 2011 für Schlagzeilen gesorgt, als über 130 Künstler drohten, das Museum wegen der schlechten Arbeitsbedingungen auf der Baustelle zu boykottieren.[5]
- Das Performing Arts Center: mehrere Gebäude mit zwei Konzertsälen, einer Oper und zwei Theatersälen (Gastspiele, klassische und Unterhaltungsproduktionen).[6]
- Die New York University: Der Uniableger eröffnete 2010 einen temporären Campus.[7] Der Bauauftrag für das Universitätsgebäude wurde im April 2010 an die Mubadala Development Company vergeben. Der Bau wurde 2014 abgeschlossen.[8][9]
- Sheikh-Zayed: Nationalmuseum (arabische Tradition und Moderne).

Am 16. Februar 2023 wurde auf der Insel das „Haus der Abrahamitischen Familie“ (Abrahamic Family House), entworfen vom Architekturbüro Adjaye Associates, eröffnet. Es soll ein Zentrum des Dialogs zwischen den Abrahamitischen Religionen sein. Der Gebäudekomplex umfasst eine christliche Kirche, eine Moschee, eine Synagoge und gemeinsam zu nutzende Konferenzräume.

## Infrastruktur
Die Insel ist seit 2009 über eine 10-spurige Autobahn und die 1,4 Kilometer lange Scheich-Khalifa-Brücke mit Abu Dhabi und der Yas-Insel verbunden. Der Bauetat für dieses Prestigeprojekt wurde mit 27 Milliarden US-Dollar angesetzt.

## Stadtteile
Die Saadiyat-Insel, eine natürliche Insel, die den Fokus von 27 km² Entwicklungsfläche bildet, wird in 7 Stadtteile (Arabisch: منطقة) aufgeteilt, in denen letztendlich über 145.000 Menschen untergebracht werden sollen.

## Menschenrechtsfragen
Im Jahr 2011 riefen über 130 internationale Künstler zu einem Boykott des neuen Guggenheim-Museums (sowie des Louvre Abu Dhabi) auf, unter Berufung auf Berichte seit 2009 über Missbräuche von ausländischen Bauarbeitern auf Saadiyat Island. Dazu gehörten willkürliches Zurückhalten von Löhnen, unsichere Arbeitsbedingungen sowie das Versäumnis von Unternehmen, die hohen Vermittlungsgebühren, die von den Arbeitern verlangt wurden, zu bezahlen oder zu erstatten. Laut dem Architectural Record verfügt Abu Dhabi über umfassende Arbeitsgesetze zum Schutz der Arbeiter, doch diese werden nicht gewissenhaft umgesetzt oder durchgesetzt. Im Jahr 2010 veröffentlichte die Guggenheim-Stiftung auf ihrer Website eine gemeinsame Erklärung mit TDIC, in der unter anderem folgende Arbeiterrechtsfragen anerkannt wurden: die Gesundheit und Sicherheit der Arbeiter, ihr Zugang zu Reisepässen und anderen Dokumenten, die die Arbeitgeber zurückbehalten, um sicherzustellen, dass sie ihre Arbeit fortsetzen; die Zusammenarbeit mit einem Generalunternehmer, der sich zur Einhaltung der Arbeitsgesetze verpflichtet; die Aufrechterhaltung eines unabhängigen Baustellenüberwachers sowie die Beendigung des Systems, das in der Region des Persischen Golfs üblich ist und von Arbeitern verlangt, Vermittlungsgebühren zurückzuzahlen.
Im Jahr 2013 berichtete The Observer, dass die Arbeitsbedingungen für die Arbeiter auf den Baustellen des Louvre und der New York University auf Saadiyat einer „modernen Sklaverei“ gleichkämen. Im Jahr 2014 sagte der Direktor des Guggenheim, Richard Armstrong, dass er glaube, dass die Wohnbedingungen für die Arbeiter beim Louvre-Projekt nun gut seien und dass „viel weniger“ von ihnen ihre Pässe eingezogen bekämen. Er erklärte, dass das Hauptproblem, das noch bestehe, die Vermittlungsgebühren seien, die von den Agenturen verlangt würden, die die Arbeiter rekrutieren. Später im Jahr 2014 äußerte sich der Architekt des Guggenheim, Gehry, dass es „eine moralische Verantwortung“ sei, mit den Abu Dhabi-Beamten zusammenzuarbeiten, um das Gesetz zur Verbesserung der Arbeitsbedingungen auf dem Gelände des Museums umzusetzen. Er ermutigte die TDIC, zusätzlichen Wohnraum für Arbeiter zu schaffen, und schlug vor, dass der Auftragnehmer die Kosten für die Vermittlungsgebühren übernimmt. Im Jahr 2012 beauftragte die TDIC PricewaterhouseCoopers als unabhängigen Überwacher, der alle drei Monate Berichte erstellen sollte. Arbeitsrechtsanwalt Scott Horton sagte gegenüber dem Architectural Record, dass er hoffe, dass das Guggenheim-Projekt Einfluss auf die Behandlung von Arbeitern auf anderen Saadiyat-Baustellen haben werde und „als Vorbild für richtiges Handeln dienen“.